# Elaeocarpus chewii
Elaeocarpus chewii är en tvåhjärtbladig växtart som beskrevs av M.J.E. Coode. Elaeocarpus chewii ingår i släktet Elaeocarpus och familjen Elaeocarpaceae. Inga underarter finns listade i Catalogue of Life.